# Discovery Family (Francia)
Discovery Family è stata un'emittente televisiva francese edita da Discovery France

## Storia
Il canale iniziò le proprie trasmissioni il 14 settembre 2017, all'interno del bouquet a pagamento di SFR, dopoché il gruppo SFR aveva annunciato la distribuzione esclusiva dei canali Discovery il 7 dicembre 2016.
Il 29 marzo 2022 il canale ha terminato le trasmissioni.

## Palinsesto
Discovery Family aveva una programmazione costituita da programmi factual che trattavano: case, cucina, design e lifestyle per un pubblico generalista:
Programmi televisivi
- 3 vétos à Houston
- 8 fois maman
- Aquamen (Acquari di famiglia)
- Amanda à la rescousse
- Animaux VIP (Case da cani)
- Australia Zoo : le défis des Irwins (Lo zoo degli Irwin)
- Bienvenue chez les Putman
- Busby Girls
- Cakeboss (Il boss delle torte)
- Cakeboss : qui sera à la hauteur ? (Il boss delle torte - La sfida)
- Comme chiens et chats (Desperate House Cats)
- Docteur Hendersen, véto de père en fils
- Docteur Jeff, véto d’enfer !
- Dodo Heroes
- Dr Evan : véto tout-terrain
- Dr Chris, véto aventurier
- J’ai dit oui à la robe (Abito da sposa cercasi)
- J’ai dit oui à la robe, édition anglaise (Abito da sposa cercasi UK)
- Lagoon Master (Piscine da pazzi)
- Le chien, le meilleur ami de l’homme (Parrucchieri per cani)
- Le zoo de San Diego
- Les superpouvoirs des animaux (Come fanno gli animali)
- Ma maison en Alaska
- Ma maison sur la plage
- Ma villa au soleil
- Maison de vacances : zéro dépense (La seconda casa non si paga mai)
- Millionaire cherche maison (Ho vinto la casa alla lotteria)
- Nate & Jeremiah au cœur du design (Nate & Jeremiah: missione casa)
- Nus et proprios
- Partir un jour, pour toujours
- Petites bêtes, grands talents
- Pitbulls et prisonniers
- Pool Masters (Il re delle piscine)
- Property Brothers (Fratelli in affari)
- Redwood Cowboys
- Une saison à l’aquarium (The Aquarium)
- Vet academy
- Vivarium VIP
- Wild Frank Black Mamba